# Pfarrkirche Rainbach im Mühlkreis

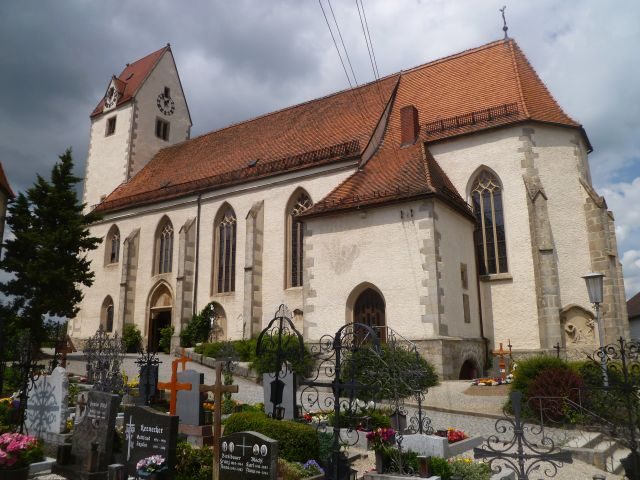
Katholische Pfarrkirche Mariä Himmelfahrt in Rainbach im Mühlkreis

Die römisch-katholische Pfarrkirche Rainbach im Mühlkreis steht leicht erhöht am nördlichen Ortsausgang in der Marktgemeinde Rainbach im Mühlkreis im Bezirk Freistadt in Oberösterreich. Die dem Patrozinium Mariä Himmelfahrt unterstellte Pfarrkirche gehört zum Dekanat Freistadt in der Diözese Linz. Die Kirche steht unter Denkmalschutz (Listeneintrag).

## Geschichte
Die Gründung der Pfarre erfolgte wohl im Ende des 13. Jahrhunderts, urkundlich 1335.
Der Vorgängerbau bestand urkundlich um 1270 als Kapelle an der Stelle des heutigen Chores. Der Chor wurde im ersten Drittel des 14. Jahrhunderts errichtet, der Anbau des Langhauses erfolgte im vierten Viertel des 15. Jahrhunderts, die Westempore wurde im Ende des 15. Jahrhunderts eingebaut. Der Turm aus der ersten Hälfte des 14. Jahrhunderts wurde im vierten Viertel des 15. Jahrhunderts aufgestockt und 1498 vollendet. Das Beinhaus unter der Sakristei wurde wohl 1506 gebaut, die Sakristei um 1510/1520. Die Kirche wurde 1969/1970 nach den Plänen des Architekten Anton Zemann erweitert.

## Architektur
Der Kirchenbau mit einem spätgotischen zweischiffigen vierjochigen Hallenlanghaus hat einen stark eingezogenen hohen schlanken gotischen Chor. Der Turm steht mittig an der Westfront. Im südlichen Chorwinkel steht ein eingeschoßiger Sakristeianbau. Mit der Kirchenerweiterung 1969/1970 entstand eine Umorientierung der Kirche, das Presbyterium ist damit südseitig im Langhaus, der ehemalige Chor wurde zur Taufkapelle.
Die Glasfenster um 1900 in der Sakristei zeigen Herz Jesu und Herz Mariä. Die figuralen Glasfenster im Chor und Langhaus schuf Margret Bilger 1963 mit der Darstellung Heilige Familie, Geburt Christi, Passion, Letztes Abendmahl, Kreuzesopfer, Liturgie des Himmels. Die abstrakten Fenster des Nordanbaues schuf Rudolf Kolbitsch 1969/1970.

## Ausstattung
Die Umgestaltung des dritten Langhausjoches zum Presbyterium entstand nach einem Entwurf von Peter Dimmel 1969/1970 mit Altar, Tabernakel, Ambo, der Session blockartig aus Rosengranit sowie Leuchtern, Bronzekreuz und mehreren abstrakten Reliefs.
Die Orgel baute Paolo Ciresa aus Bozen 1989 mit einer ungleichstufigen Stimmung II Man./19 Reg. Eine Friedensglocke entstand um 1400. Eine Marienglocke mit Reliefs Maria mit Kind, Anna selbdritt, Lilienfries und Köpfen an den Kronbögen ist mit 1498 bezeichnet. Die Armenseelenglocke nennt 1525.

## Michaelskapelle
Die Michaelskapelle steht südlich der Pfarrkirche im Friedhof. Ursprünglich wohl dem hl. Jakob geweiht, seit 1726 dem Erzengel Michael. Die Kapelle wurde 1786 vorübergehend säkularisiert. In der zweiten Hälfte des 14. Jahrhunderts erbaut wurde die Kapelle 1969/1970 restauriert. Die einjochige Kapelle unter einem steilen Satteldach hat einen Fünfachtelschluss, im Untergeschoß befindet sich ein nicht zugängliches Beinhaus.